# 公廨
公廨（くがい/くげ）とは、本来は官衙の舎屋の意味であったが、律令制下においては官衙の収蔵物・用度物のことを指すようになり、更に転じて官人（特に国司）の得分（給与）を指すようになった（収蔵物・用度物の使い道の代表的なものであったため）。

## 概要
官衙の経費・官人の給与などの公廨の財源として特定の田地からの収入や出挙の運用などが挙げられる。そうした田地のことを公廨田、米稲を公廨稲、金銭を公廨銭と称した。延暦17年（796年）に公廨を正税に混合してその利益の一部を公廨の代用としようとしたが、2年後には事実上旧制に戻され、延暦25年（804年）には新任国司に公廨稲に相当する官稲を貸し与えてそれを出挙などの運用を行って収入とすることを認めた。これによって公廨は事実上復活して、もっぱら国司の得分（給与）制度を意味するようになった。